# Сеть Антреа
Сеть Антреа это рыболовная сеть, найденная на Карельском перешейке в деревне Антреа, волость Корпилахти в 1913 году и датируемая 9310 годом до нашей эры, что делает её одной из старейших сохранившихся рыболовных сетей в мире. До недавнего времени сеть экспонировалась в Национальном музее Финляндии, но затем была перемещена на склад.

## История

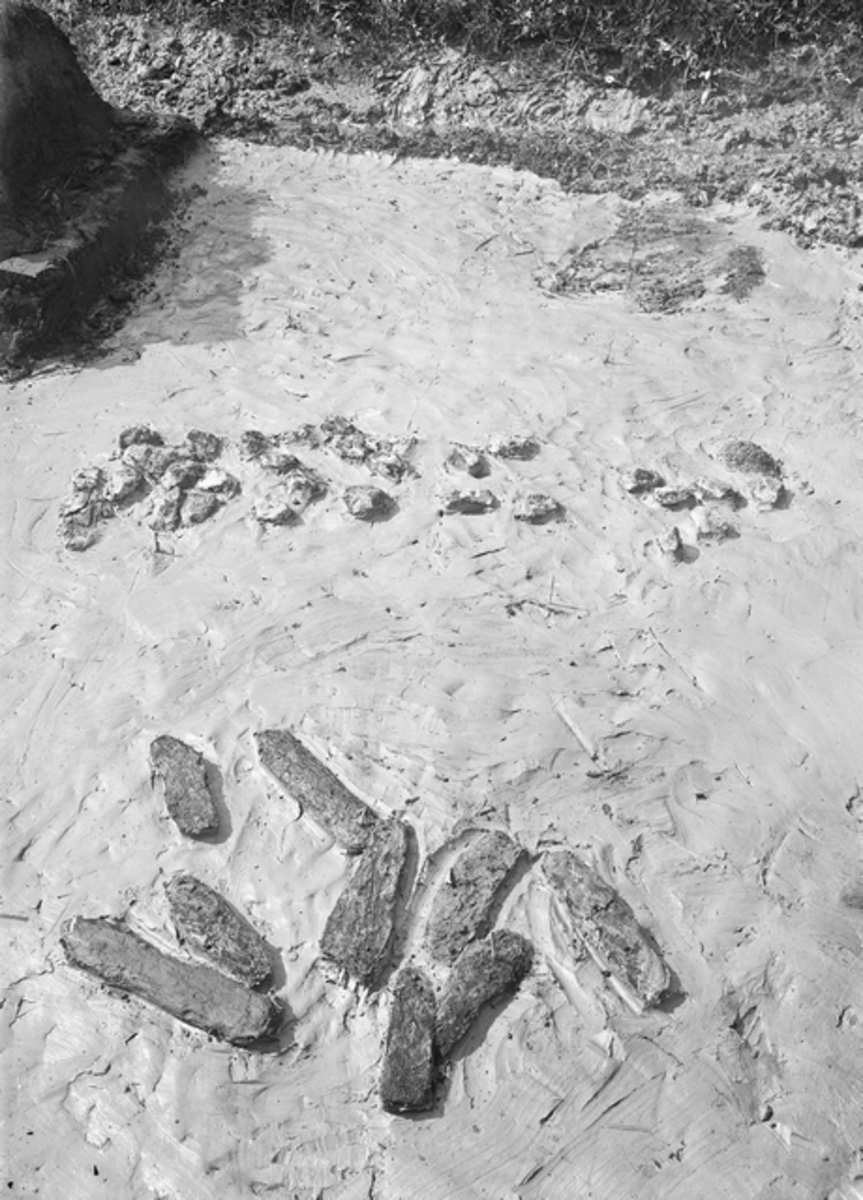
Фото с раскопок Сети Антреа: поплавки (спереди) и грузила (на заднем плане)

Сеть была обнаружена фермером Антти Виролайненом в Антреа (Каменногорск) осенью 1913 года на его ферме Яммя-Маттила. Когда он копал болотный луг, он нашел несколько предметов из камня и кости, которые привлекли его внимание.
На следующий год, в июле 1914 года, это место было раскопано финским археологом Сакари Пялси. Во время раскопок Пялси обнаружил под слоем торфа 18 поплавков, 31 грузило и другие части сети. Он также нашел несколько предметов из камня и кости, немного бересты и кусочки трутовика. Все предметы были найдены на относительно небольшой территории, и они, вероятно, прибыли на место одновременно целыми и невредимыми. Предметы были затоплены на дне Анцилового озера, существовавшего в то время, скорее всего, в результате несчастного случая, из-за которого рыбацкая лодка перевернулась и потеряла все свое снаряжение.

## Описание
Сеть сделана из ивы, и по оценкам, исходя из количества найденных частей, она составляла около 27—30 м в длину, 1,3—1,5 м в ширину, с ячейкой сети 6 см. Такой размер сети подходит для ловли лосося и леща. Сеть завязана узлом под названием Ryssänsolmu (буквально Русский узел), который до недавнего времени использовался в Эстонии и районах прибалтийских финнов.
Радиоуглеродный анализ датирует сеть примерно 9310 годом до нашей эры, что делает её старейшей сохранившихся рыболовных сетей в мире — более старые экземпляры, хранящиеся в различных музеях мира, сохранились только в виде отдельных грузил.